# Анемонопсис
Анемоно́псис (лат. Anemonopsis) — монотипный род двудольных растений семейства Лютиковые (Ranunculaceae), представленный видом Анемонопсис крупнолистный (Anemonopsis macrophylla). Впервые описан немецкими ботаниками Филиппом Францем фон Зибольдом и Йозефом Герхардом Цуккарини в 1845 году.

## Описание
Травянистый многолетник с прикорневой розеткой и развитыми стеблевыми листьями; прикорневые и нижние стеблевые листья дважды — четырежды тройчатые, листочки неправильно зубчатые.
Цветки собраны в рыхлые повислые кистевидные соцветия по 3—8, на тонких цветоножках. Чашелистики красновато-буроватые, в числе 7—10. Лепестки одного цвета с чашелистиками, оттопыренные, превышают по численности чашелистики.
Сложный плод якоревидной формы, из 2—4 листовок. Семена чешуйчатые. Гаплоидный набор хромосом — x = 8.

## Ареал
Единственный вид рода — эндемик горных лесов центральной части острова Хонсю (Япония).

## Использование
Весьма декоративное растение, введено в культуру в 1877 году. Занимает зоны 4—7 классификации зон морозостойкости USDA, то есть переносит понижения температуры примерно до –35 °C.